# Che Zahara
Che Zahara binte Noor Mohamed (coneguda amb el malnom Che Zahara Kaum Ibu, 1907–1962) fou una activista malaia qui treballà pels drets dels xiquets i les dones a Singapur. Ella va ser una de les primeres dones malaies a Singapur en lluitar pels drets moderns de les dones, segons la periodista, Hajah Halizah Mohd Som. Che Zahara és la fundadora de la primera organització del benestar de les dones musulmanes a Singapur, l'Associació de Dones Malaies pel Benestar. Amb el pas de tretze anys, ella "cuidà més de 300 dones i orfes sense importar la seua religió o ètnia." Ella no soles donà a la gent una llar, també els ensenyà coneixements religiosos i habilitats econòmiques bàsiques, com cosir.

## Biografia
Che Zahara va nàixer en una "família il·lustre a Singapur." Son pare, Noor Mohamed, era un home important i un de les primeres persones malaies a aprendre anglès, el qual va ensenyar a la seua filla. L'espòs de Che Zahara, Alal Mohamed Russull, era un defensor del benestar social i la justícia. Després de la Segona Guerra Mundial, ella i el seu marit acolliren orfes i dones en situació de necessitat en la seua pròpia casa, la qual es localitzava a Desker Road al mig del "districte vermell."
Che Zahara fundà l'Associació de Dones Malaies pel Benestar l'octubre de 1947 i usà el grup per centrar-se en assumptes relatius a la reforma del matrimoni. L'associació va atraure vuitanta membres, quasi cinquanta eren professores quasi immediatament després de la fundació.
El 1948, ella va escriure quatre obres de teatre curtes per ser representades com a protesta contra els costums tradicionals del matrimoni malai, els quals incloïen l'habilitat d'un home per divorciar-se de la seua esposa sense que es fera cap indagació legal. A més, lluità perquè els marits pagaren una pensió conjugal fins que ella es tornara a casar. Che Zahara també donà suport a la Llei de Matrimoni Laycock, que creà una edat mínima per al casament a Singapur. Altra iniciativa que Che Zahara donà suport fou l'animar les dones a donar sang per ajudar que l'Hospital de Singapur en tinguera prou per a transfusions de sang.
Després que el Consell de Dones de Singapur fora fundat el 1952, Che Zahara tenia una "xarxa més ampla i més recursos disponibles per a l'Associació de Dones Malaies pel Benestar." El 1955, ella representà Singapur en el Congrés Mundial de les Mares que tingué lloc a Suïssa. En 1961, Che Zahara, junt al Consell de Dones de Singapur, ajudà a establir-se l'Estatut de les Dones de Singapur.
Che Zahara fou inclosa en el Saló de la Fama de les Dones de Singapur l'any 2014.